# Dee (Aberdeenshire)
De Dee (Schots-Gaelisch: Uisge Dè) is een rivier in de regio Aberdeenshire in Schotland. Hij ontspringt in de Cairngorms (berggebied in de Schotse Hooglanden) en stroomt door Royal Deeside via onder andere Braemar en Balmoral Castle om uiteindelijk de Noordzee te bereiken bij de stad Aberdeen.

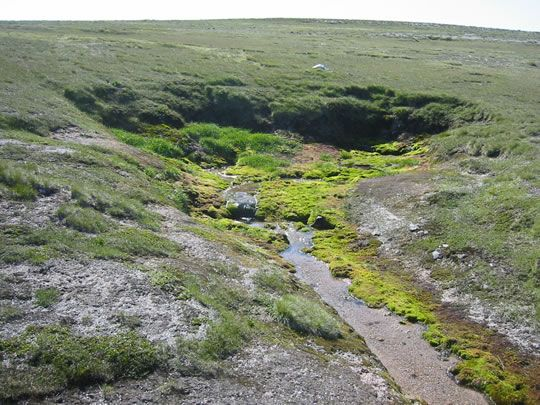
Bron van de Dee bij de Braeriach
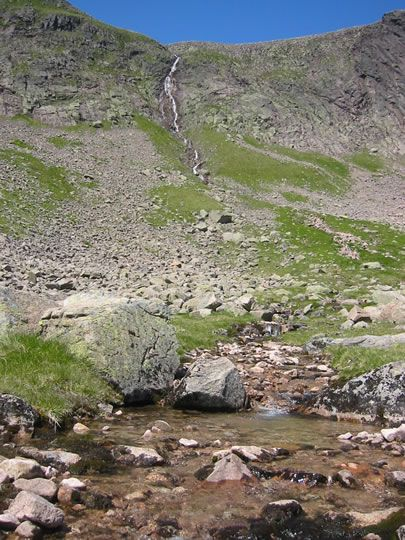
Watervallen van de Dee
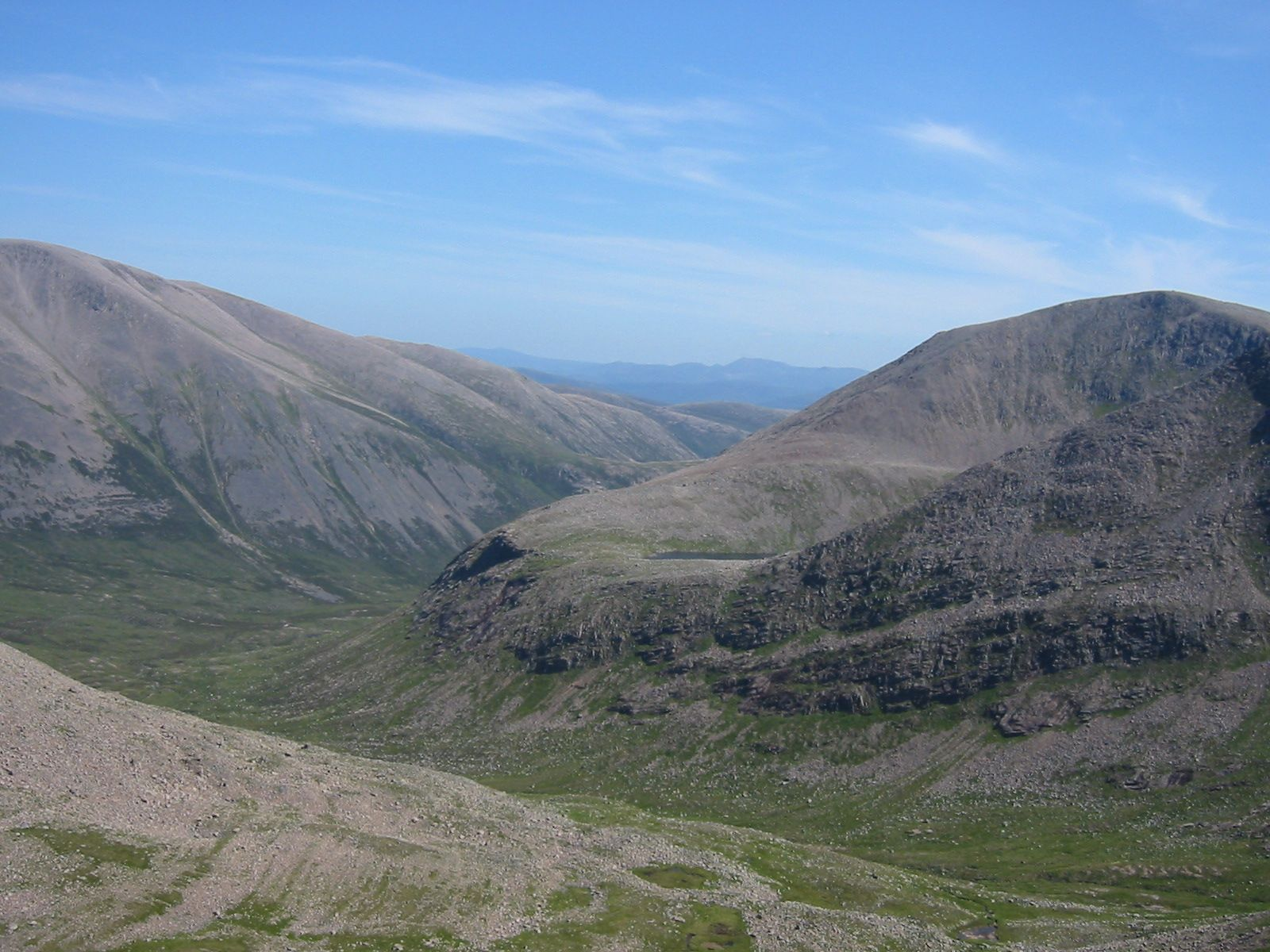
Cairn Toul & Ben Macdui
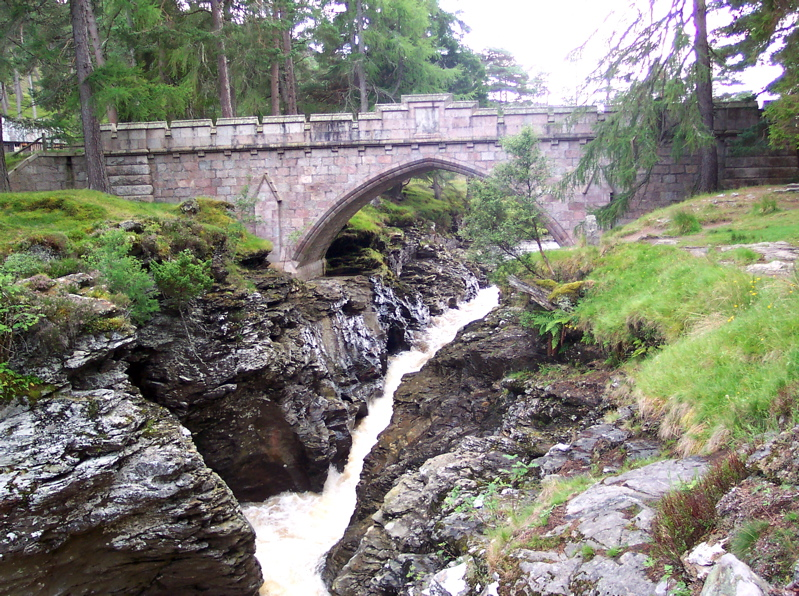
Linn of Dee, kloof in de buurt van Braemar